# تألق (فلم)
تألق (بالإنجليزية: Shine) هو فيلم دراما تم إنتاجه في أستراليا وصدر في سنة 1996.

## بطولة
- جيوفري راش
- آرمن مولر-شتال

### ترشيحات وجوائز
| السنة | الحدث | الفئة            | النتيجة  |
| ----- | ----- | ---------------- | -------- |
|       |       | أوسكار أحسن ممثل | فـــــوز |

## الميزانية والإيرادات
بلغت تكلفة إنتاج الفيلم حوالي A6 مليون دولار بينما حقق أرباحا تقدر بـ 35,892,330 دولار.

## وصلات خارجية
- مقالات تستعمل روابط فنية بلا صلة مع ويكي بيانات